# مجرد
تجرد، مجرد یا تَک یا گاهی سینگِل (به انگلیسی: Single) در لغت به معنی تنها و بی‌همسر است. در اصطلاح به مرد یا زنی که به هر دلیلی ازدواج نکرده‌است، یا فردی که پس از ازدواج از همسرش جدا شده باشد، گفته می‌شود. همچنین در زبان عامیانه، برای کسانی که در هیچ نوع روابط عاشقانه جدی، ازجمله قرار ملاقات‌های طولانی مدت نیستند، نیز به کار می‌رود.

## عوامل تأثیر گذار بر تجرد
برخی از کارشناسان معتقدند فرار از ازدواج صرفاً رد هنجارهای قدیمی و نقش‌های جنسیتی نیست. این می‌تواند یک وضعیت طولانی مدت باشد. تومومی یاماگوچی، استادیار انسان‌شناسی ژاپنی الاصل در دانشگاه ایالتی مونتانا در آمریکا، می‌گوید: «مجرد ماندن زمانی یک شکست شخصی نهایی بود. اما امروزه افراد بیشتری متوجه می‌شوند که آن را ترجیح می‌دهند. او معتقد است که مجرد بودن بر اساس انتخاب به یک «واقعیت جدیدی» تبدیل شده‌است.

مشکلات ازدواج، افزایش سن ازدواج و افزایش میزان طلاق و نیازهای مالی از عواملی است که تعداد افراد مجرد را در یک جامعه افزایش می‌دهد.
افراد ممکن است به علت‌های مختلفی مجرد بمانند که برخی از آن‌ها شامل:
- فشار مالی[۵]
- سلامت روان آن ها[۶]
- فرد مجرد به دنبال پیشرفت تحصیلی یا شغلی باشد.
- کمبود شریک مناسب و دارای شرایط[۵]
- تغییر در درک ضرورت ازدواج[۵]
- اجرا کردن دستورهای مذهبی که به آن‌ها اجازه ازدواج نمی‌دهد.
- فرد مجرد ممکن است علاقه ای به ازدواج، مشارکت در خانه یا انواع دیگر روابط متعهدانه را نداشته باشد.[۷][۸]
- داشتن تجربه‌های آسیب زا مثل خشونت خانگی، خانواده ناکارآمد، تجاوز جنسی یا تعرض جنسی[۹]
- افزایش روابطی مثل هم باشی و غیره[۵]

برخی افراد تنهایی و عزلت را فرصت می‌دانند و از آن استقبال می‌کنند. برخی افراد به انتخاب خودشان مجرد می‌مانند. علاوه بر انتخاب مجرد بودن به عنوان گزینهٔ ترجیحی، برخی افراد نیز هستند که به دلایل شرعی ازدواج نمی‌کنند. عبارتند از:
- فرهنگ‌های مسیحی کاتولیک، ارتدوکس شرقی و یهودیت
- سنت‌های خاص صومعه‌های بودایی[۱۰]